# Sophie Scholl - Poslední dny
Sophie Scholl – Poslední dny (též. Poslední dny Sophie Schollové, orig.: Sophie Scholl – Die letzten Tage) je německý historický film z roku 2005, který rekonstruuje posledních šest dnů života jedné z nejznámějších postav německého protinacistického odboje, Sophie Schollové, vůdčí osobnosti nenásilné studentské odbojové organizace Bílá růže. Režisérem je Marc Rothemund, hlavní postavu ztvárnila Julia Jentschová.
Film se snaží maximálně držet historické reality, přičemž primárně vychází z dobových svědectví, soudních dokumentů a po roce 1989 odtajněných originálních protokolů o výsleších Schollové na gestapu, nalezených v archivech Stasi. Kritikou i diváky byly vysoce oceněny režie a výkon představitelky hlavní postavy, jakož i dalších herců, zejména Alexandera Helda coby vyšetřovatele Mohra a André Hennickeho coby Rolanda Freislera.
Film dosáhl světového úspěchu, mimo jiné byl nominován na Oscara v kategorii nejlepší cizojazyčný film a získal European Film Awards 2005 za nejlepší herečku a dva stříbrné medvědy (za nejlepší herečku a nejlepší režii) na Berlinale 2005 a řadu dalších cen.

## Děj filmu
Film začíná těsně před zatčením Schollové a jejího bratra při nepovedeném pokusu o distribuci letáků na Mnichovské univerzitě. Větší část filmu představuje její pobyt a výslechy na gestapu na Stadelheimer Straße, dále následuje krátký politický proces, příprava na smrt a poprava.